# 第14屆金曲獎
第14屆金曲獎由中華民國（台灣）行政院新聞局主辦，東風衛視承辦。此屆主題為「MY WAY」。頒獎典禮時間原訂為2003年5月3日，然而因SARS事件而延期至8月2日於國立臺灣大學綜合體育館舉行。本屆增設三獎項使總獎項數增至28項，共有128家唱片公司、353張專輯、4,812件作品報名。本屆金曲獎首次在流行音樂類獎項中出現「從缺」(無得獎者)的狀況，引發爭議。

## 評審團
李坤城（總召集人、流行音樂作品類召集人）
流行音樂作品類：

王基光、邱晨、林錦郎、紀明陽、姜雲玉、高子洋、陳鈴鈴、黃偉峰、葉垂青、劉亞文、韓正皓

資格審委員：丁曉雯、袁永興、孫淑芸
音樂錄影帶組：

吳思達（召集人）、張富、虞戡平
傳統暨藝術音樂作品類：

劉美蓮（召集人兼資格審委員）、明立國、陳中申、曹復永、蔡永文、劉嘉淑、顏綠芬、蘇顯達、吳函峮

資格審委員：劉美蓮、顏涵銳

## 獎項異動
本屆金曲獎自2002年12月1日起開始報名，因最佳方言男、女演唱人獎得獎者皆為台語男女歌手，新聞局為鼓勵客家和原住民音樂，從本屆開始增設「最佳客語演唱人獎」和「最佳原住民語演唱人獎」，並增加「最佳跨界音樂專輯獎」，鼓勵介於古典和流行之間的優秀跨界作品。 入圍名單於2003年3月28日下午2點在新聞局新聞中心宣布，共有128家唱片公司、353張專輯、4,812件作品報名角逐，其中百件以上來自客家或原住民專輯的作品。

## 頒獎典禮
原定2003年5月3日於國父紀念館舉行的頒獎典禮，因受SARS疫情影響，為避免入境檢疫問題及疫情擴大，在4月底決定無限期延後。 待至6月24日，才正式敲定8月2日於台大綜合體育館恢復舉行。   此次頒獎典禮由陶晶瑩擔任典禮主持，星光大道主持由路嘉怡和陳建州搭檔、Johnny擔任星光大道現場DJ。  因典禮首次於體育館內舉行，突破往年禮堂內的舞台限制，承辦典禮製播的東風衛視耗資1400萬新台幣搭建舞台，包括一直徑20公尺的巨型機械貝殼式換景幕。
頒獎典禮下午5點30分由星光大道展開，體育館內晚會於7點舉行。表演節目因受典禮延期影響而重新編排，原本安排的莎拉·布萊曼、麻吉、吳建豪、順子、林憶蓮等表演者因無法出席而取消。  典禮由周杰倫的「無與倫比」演出作開場，其他表演節目還有男孩團體的「男孩風暴」、洪榮宏「江湖歌聲」、蔡依林「看她72變」、張學友「當愛已成往事」、齊秦和信樂團的搖滾版「手牽手」、五月天的「又見五月天」以及庾澄慶、麻吉弟弟的壓軸表演。

#### 頒獎嘉賓
| 頒獎人               | 頒發獎項                                                            |
| -------------------- | ------------------------------------------------------------------- |
| 秦楊、徐熙娣         | 最佳跨界音樂專輯獎 最佳重唱組合                                     |
| 張震嶽、楊乃文       | 傳統暨藝術音樂作品類最佳作詞人獎 流行音樂作品類最佳作詞人獎         |
| 胡瓜、黃嘉千         | 最佳客語演唱人獎                                                    |
| 胡瓜、黃嘉千、陳水扁 | 最佳樂團獎                                                          |
| 羅志祥、中森明菜     | 最佳古典音樂專輯 最佳流行音樂演奏專輯                               |
| 澎恰恰、陳盈潔       | 最佳台語女演唱人                                                    |
| 朱孝天、莫文蔚       | 傳統暨藝術音樂作品類最佳作曲人獎 流行音樂作品類最佳作曲人獎         |
| 江蕙、江淑娜         | 最佳台語男演唱人                                                    |
| 范植偉、陳慧琳       | 最佳音樂錄影帶獎 最佳編曲人獎                                       |
| 葉青、黃俊雄         | 最佳民族樂曲專輯獎 最佳戲曲曲藝專輯獎                               |
| 黃子佼 、S.H.E       | 最佳兒童樂曲專輯獎 最佳宗教音樂專輯獎                               |
| 吳兆南、康康         | 最佳演奏人獎 最佳演唱人獎                                           |
| 吳宗憲、蔡依林       | 最佳新人獎                                                          |
| 周華健、張清芳       | 傳統暨藝術音樂作品類最佳專輯製作人獎 流行音樂作品類最佳專輯製作人獎 |
| 伍佰、張惠妹         | 最佳國語男演唱人獎                                                  |
| 張學友、楊采妮       | 最佳國語女演唱人獎                                                  |
| 譚詠麟、張小燕       | 最佳流行音樂演唱專輯獎                                              |

#### 表演節目
| 表演嘉賓                      | 演出主題           | 演出內容 |
| ----------------------------- | ------------------ | --- |
| 周杰倫 SNOOPY                 | 無與倫比           | 周杰倫〈爸我回來了〉 周杰倫〈忍者〉 鄧麗君〈高山青〉 周杰倫〈雙截棍〉 蔡依林〈布拉格廣場〉 周杰倫〈爺爺泡的茶〉 |
| B.A.D 可米小子 TENSION Energy | 男孩風暴           | L.A. Boyz〈金斯頓的夢想〉 可米小子〈Hey Hah〉 TENSION〈Smart〉 Energy〈Come On〉                                |
| 洪榮宏                        | 江湖歌聲           | 洪榮宏〈歹路不通行〉 洪榮宏〈阿宏的心聲〉 沈文程〈漂泊的七逃人〉 葉啟田〈浪子的心情〉 洪榮宏〈我是男子漢〉      |
| 蔡依林                        | 看她七十二變       | 〈看我72變〉 |
| 張學友 李炳輝                 | 當愛已成往事       | 薛岳〈如果還有明天〉 張雨生〈沒有菸抽的日子〉 羅文〈塵緣〉 張國榮〈當愛已成往事〉 金門王&李炳輝〈流浪到淡水〉   |
| 齊秦 信樂團                   | 手牽手             | 〈手牽手〉 |
| 五月天 范宗沛                 | 又見五月天         | 〈人生海海〉 〈溫柔〉 〈志明與春嬌〉 〈終結孤單〉                                                               |
| 許慧欣                        | 最佳新人獎得主表演 | 〈愛情抗體〉 |
| 庾澄慶                        | 音樂嘉年華         | 〈我最搖擺〉 〈讓你媽媽New一下〉 〈快樂頌〉                                                                     |
| 麻吉弟弟                      |                    | 現場Rap |

## 入圍暨得獎名單
| 以表示得獎者 |

## 爭議
在本屆金曲獎的最佳台語男演唱人獎由江蕙、江淑娜頒發，結果得獎者為「從缺」，三位入圍者王識賢、蔡小虎和洪榮宏無一人獲獎，使得當下場面極度尷尬。
對此評審團總召集人李坤城表示，王識賢和蔡小虎在投票中有勝出機會，但評審覺得前者停留在演歌路線沒有新意、後者唱得沒有其他兩者好，又有評審表示其實洪榮宏的聲音最好，最後有3位評審提出臨時動議，14位投票評審中有11位同意從缺，超過規定所需的三分之二。   李坤城表示三位男歌手的唱腔完全沒問題，但評審覺得台語音樂的創作、製作水準下滑，未達及格標準是得獎人從缺的原因。
為此三位入圍者分別所屬的常喜、華特和豪記唱片，於8月6日發表一份聯合書面聲明向新聞局抗議：
在此聲明中表達，從缺一事是評審的權利，常喜、華特和豪記唱片完全尊重全體評審與新聞局出版處的決定；但對於本屆總召集人李坤城和評審們事後發表「從缺是為了鼓勵台語歌壇重生」、「製作物未達水準」、「在一堆爛蘋果中，選出幾個不爛的」，他們原本打算沈默，靜待新聞局與評審召開檢討會後有所回應，可惜未獲善意說法，才決定發表聲明。
為平息爭議，新聞局局長黃輝珍於8月12日中午邀請洪榮宏夫婦、余天、劉福助，大信唱片老闆陳維祥、華特音樂柯英高、豪記唱片吳東龍、華倫唱片蔡清忠等人餐敘，入圍的蔡小虎、王識賢則分因生病、拍戲未到。 餐會為時約三小時，最後雙方達成成立「台語歌謠基金會」推廣台語歌謠並舉辦演唱會的共識，以新聞局為指導及協辦單位，結合唱片公司共襄盛舉，每家公司出資新台幣100萬元做為基金會基金和演唱會所需款項。但是經多次開會討論之後，各方意見分歧，此案最後宣告破局。
2004年，第15屆金曲獎籌備委員會做出「從缺不入圍，入圍不從缺」的決議，一旦入圍名單未從缺，最終必有得獎者，於是相關爭議至此暫告一段落。

## 外部連結
- 第14屆金曲獎入圍名單 （页面存档备份，存于），文化部影視及流行音樂產業局.2004-04-29
- 第14屆金曲獎得獎名單 Archive.today的存檔，存档日期2018-11-24，文化部影視及流行音樂產業局.2004-04-29